# Нижнее Сояярви
Нижнее Сояярви — пресноводное озеро на территории Кестеньгского сельского поселения Лоухского района Республики Карелии.

## Общие сведения
Площадь озера — 1,1 км². Располагается на высоте 72,0 метров над уровнем моря.
Форма озера лопастная, продолговатая: оно почти на четыре километра вытянуто с северо-запада на юго-восток. Берега изрезанные, каменисто-песчаные, преимущественно возвышенные, скалистые.
Через озеро течёт река Пать, впадающая в Рувозеро, через которое протекает река Ковда, впадающая, в свою очередь, в Белое море.
В озере расположены два небольших безымянных острова.
Населённые пункты и автодороги вблизи водоёма отсутствуют.
Код объекта в государственном водном реестре — 02020000511102000000970.